# Batrochoglanis villosus
Batrochoglanis villosus är en fiskart som först beskrevs av Eigenmann 1912.  Batrochoglanis villosus ingår i släktet Batrochoglanis och familjen Pseudopimelodidae. Inga underarter finns listade.